# Chiesa di San Michele Arcangelo (Pieve Ligure)
La chiesa di San Michele Arcangelo è un luogo di culto cattolico situato nel comune di Pieve Ligure, in piazzale San Michele, nella città metropolitana di Genova. La chiesa è sede della parrocchia omonima del vicariato di Bogliasco-Pieve-Sori dell'arcidiocesi di Genova.
Fu una delle prime pievi erette in Liguria.

## Storia

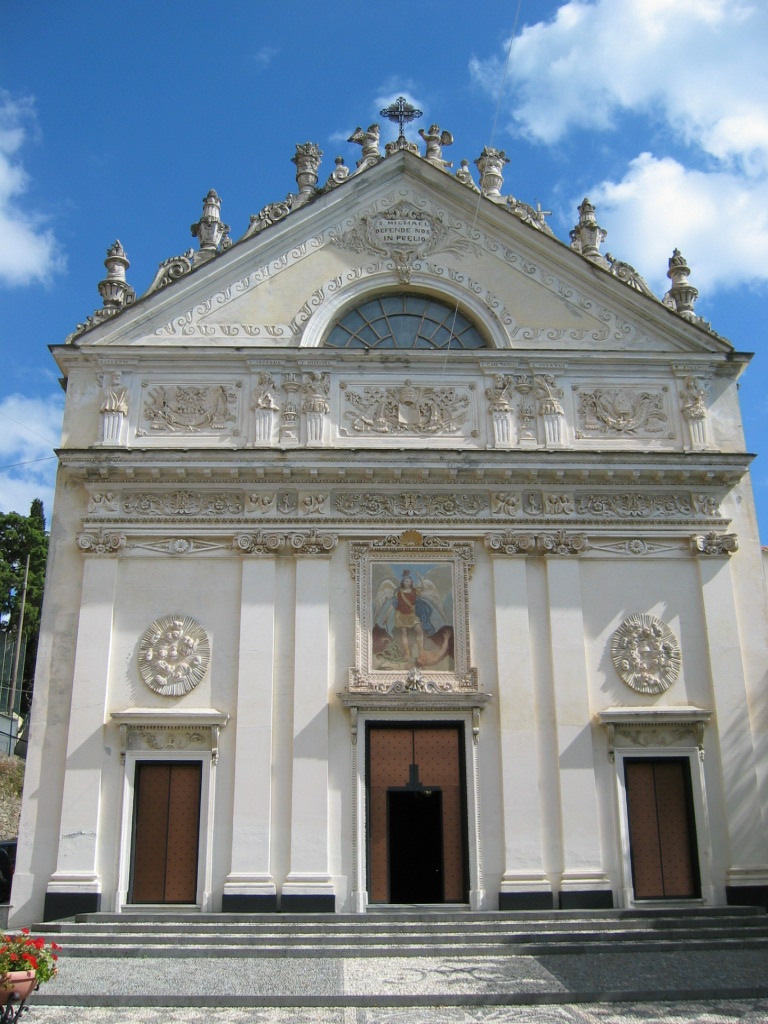
Particolare della facciata

La chiesa pievese, costruita prima del 1000 (epoca di origine delle pievi), sorgeva inizialmente nel terreno dove, negli anni a venire, fu edificata la attuale casa del parroco.
Nei secoli XV o XVI, in seguito a un aumento degli abitanti e quindi dei credenti, fu decisa la costruzione di una nuova parrocchia più grande, quella attuale. Essa, intitolata all'arcangelo Michele, era edificata al centro del territorio denominato "Sori" (oggi comune di Sori). Per questo motivo il suo nome rimase nei secoli "Pieve di Sori", ovvero il territorio che comprendeva la zona fra Bogliasco e Recco, più precisamente tra le località di Pontetto e Mulinetti.
La chiesa fu costruita in una posizione sopraelevata rispetto al livello del mare per garantire la protezione dagli attacchi dei pirati, che attaccavano le coste liguri soprattutto nei secoli XVI e XVII.
Con un regio decreto del 1º settembre 1920, Pieve di Sori cambiò il nome in Pieve Ligure per evitare le sempre più frequenti confusioni. La chiesa di Pieve conservò tuttavia la sua importanza.

## Descrizione

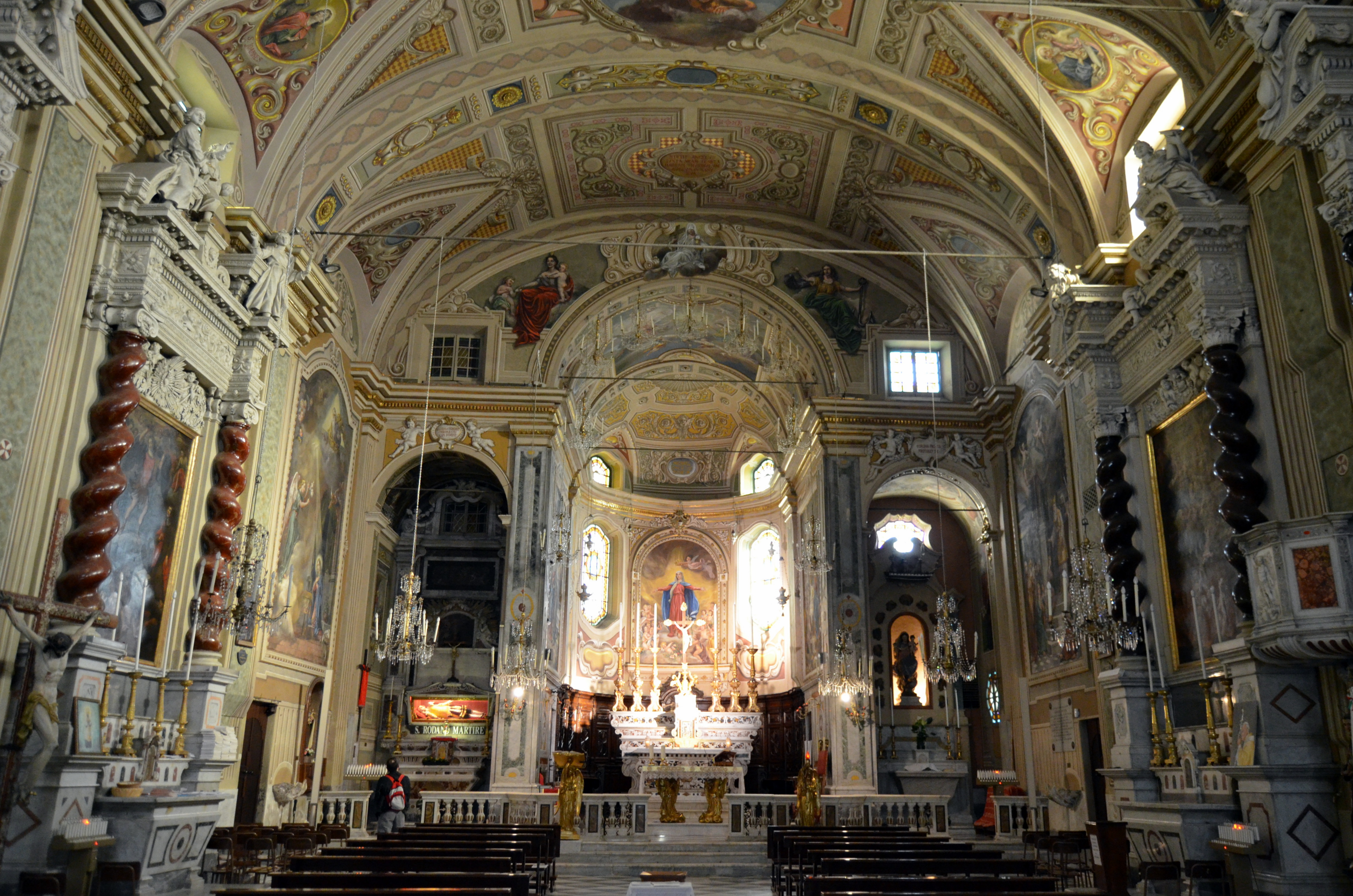
La navata interna

Col tempo la chiesa venne sempre più abbellita. Le notizie sono piuttosto scarse. Nel 1582 monsignor Francesco Bossi, vescovo di Novara, in visita a Genova dopo il Concilio di Trento, parla di sette altari e questo può dare un'idea della sua vastità. Nel 1610 un ulteriore abbellimento e nel 1810 vennero costruiti altri due altari. L'opera più antica è il quadro del Battesimo di Cristo sopra il battistero che risale al 1400.
Il san Michele della volta è attribuito a Perin del Vaga (1499-1547), allievo del grande Raffaello. Una leggenda narra che in un viaggio da Roma a Genova per mare fece naufragio in vista di Pieve. A quel punto si disse che se fosse riuscito a trarsi in salvo avrebbe eseguito un dipinto nella chiesa che era così visibile dal mare. Giunto fortunatamente a terra, dipinse nella volta il suo san Michele. Questa teoria è stata frutto di discussioni.
Oltre all'affresco sulla volta sono da segnalare anche i due grandi quadri ai lati dell'altare, anche se non molto visibili agli occhi del visitatore all'entrata; anche le due conchiglie che servono da acquasantiere sono di valore, forse più "folcloristico" che artistico: esse vennero donate da marinai Pievesi che solcavano i mari esposti a continui pericoli.
Al ritorno al paese lasciarono come segno di riconoscenza quelle conchiglie acquistate lungo il viaggio. Gli affreschi dell'Altare maggiore che raffigurano La Nascita del Salvatore, la Visita della Madonna a sant'Elisabetta, san Michele e gli angeli in adorazione e quelli della volta riproducenti la Madonna del Rosario e la Regalità del Sacro Cuore di Gesù furono eseguiti dal pittore Luigi Morgari. Si devono a lui anche i medaglioni dei quattro evangelisti e le figure di san Pietro e di san Rodano. Vennero inaugurati nel 1923.
Nel 1961 la Ditta Comana di Bergamo procurò alla Parrocchia di Pieve l'artistico altare della Madonna del Rosario, grazie alla generosità di Giuseppe Sommariva, già sindaco di Pieve Ligure.

## Il campanile

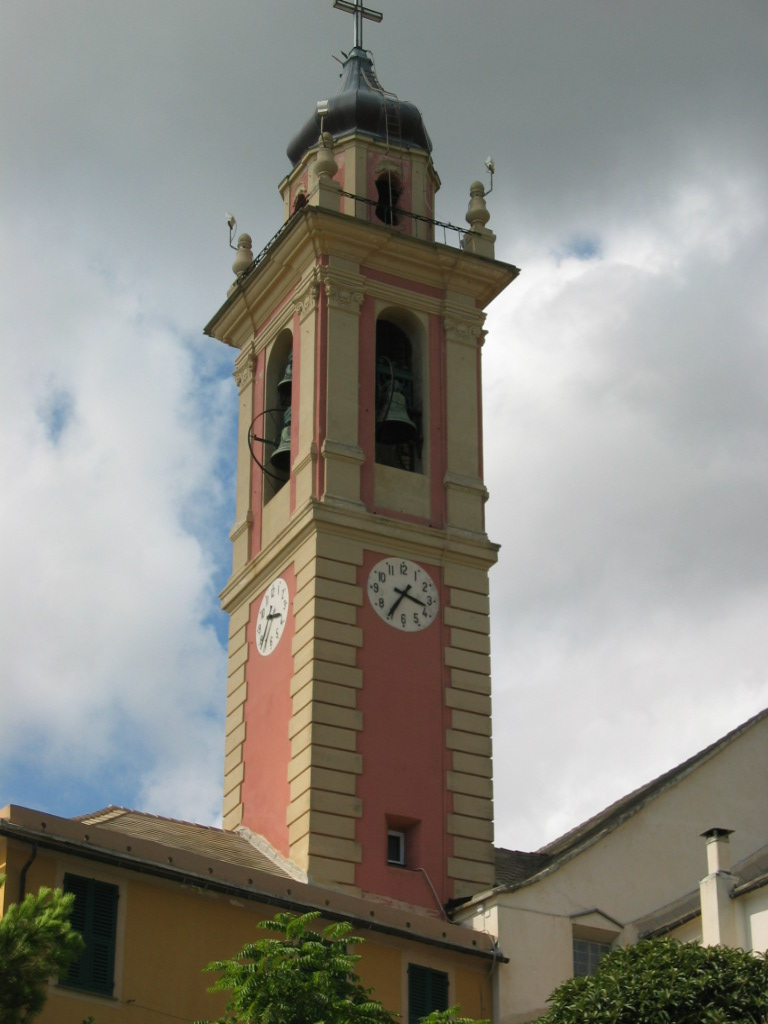
Particolare del Campanile

Il campanile possiede sei campane, fuse dalla fonderia Francesco Picasso di Recco . Ha subito i maggiori restauri nel 1843 e nel 1938.
Nei primi mesi del 1900, la campana maggiore, forse perché suonata più delle altre, si guastò. L'arciprete Rollino provvide allora a dotare il campanile di un concerto di sei nuove campane, benedette da lui stesso il 1º settembre 1905. Tali campane furono utilizzate, durante la seconda guerra mondiale, per dare l'allarme dei bombardamenti aerei alla cittadinanza.
Il campanile possedeva un immenso orologio, datato 1700, che l'arciprete Rollino sostituì con un altro, dopo un guasto. Il nuovo orologio durò solo pochi anni, venendo a sua volta cambiato il 14 aprile 1963.